# Munteni-Buzău
Munteni-Buzău è un comune della Romania di 3 669 abitanti, ubicato nel distretto di Ialomița, nella regione storica della Muntenia.